# Gulam Abbas Moontasir
Gulam Abbas Moontasir (Bombay; 7 de enero de 1942 – 15 de noviembre de 2022) fue un jugador indio de baloncesto.

## Carrera
Debutó con el equipo de la Universidad de Bombay y su primer partido internacional con India lo jugó en 1960 ante Australia en Mumbai. Él representó a la India en un torneo cuadrangular en Colombo. En 1964 fue nombrado capitán en el  Asian Basketball Championship en Bangkok en 1969 y en 1975. Moontasir también formó parte del equipo que participó en los Juegos Asiáticos de 1970 en Bangkok y en la décima edición del torneo de la confederación celebrado en Manila. Fue elegido en el equipo Asian All-Star en 1970.
A los veintidós años Moontasir se convirtió en el mejor jugador de baloncesto en la historia del país. En sus viajes en el extranjero aprendió diversas maneras de jugar el deporte y reconoció que había que hacer cambios en la India para competir internacionalmente. Logró identificar tres problemas: el estilo de juego, métodos obsoletos de juego y arbitrajes "ridículos", debido a que los árbitros dirigían sentados en la línea de banda, y constantemente se quejaban con los directivos del BFI. Sus intentos por hacer cambios en el juego no fueron bien recibidos por las autoridades y por eso lo suspendieron por tres años.
En 1970 se convirtió en el primer baloncestista indio en ganar el Premio Arjuna por sus aportes en el baloncesto nacional. Se retiró a los 44 años con el equipo Railways en la Federation Cup de 1986.
Moontasir escribió el libro Principios del Baloncesto.

## Películas
Moontasir participó en varias películas, como Khoon Ki Takkar en 1981 y Aashiana en 1986.